# Draft
Draft is een methode om nieuwe spelers te verdelen over de teams in een competitie. Deze methode wordt voornamelijk in de Noord-Amerikaanse sporten (American football, basketbal, honkbal en ijshockey) toegepast.
Met een draft proberen de organisatoren van de competities het niveau van de teams evenwichtig te houden. Dit doen ze door het minst presterende team (laagste winst/verlies ratio) uit het voorgaande seizoen de eerste keuze te geven om een speler uit de nieuwe lichting te contracteren. Het team met het een-na-laagste winst/verlies ratio heeft dan de tweede keus en dit gaat zo door tot ieder team geweest is. In de 2e ronde en elke ronde hierna wordt de volgorde omgedraaid ten opzichte van de ronde hiervoor. Als een team in de eerste ronde de laatste keus heeft, heeft het dus in de 2e ronde de eerste keus. 
Bovenstaand draft systeem heeft een voordeel dat het minst presterende team een goede speler erbij krijgt en daardoor in het nieuwe seizoen hogere ogen zou kunnen gooien. Een nadeel is dat gedurende het seizoen teams expres gaan verliezen om een zo laag mogelijke ratio te veroorzaken om zodoende een hogere draft pick te verkrijgen. Daarom hanteert de Amerikaanse basketbalbond (NBA) sinds 1985 een aangepast draft systeem, de zogenoemde draft loterij. In deze aangepaste draft wordt de eerste keuze verloot onder de teams die zich niet hebben weten te plaatsen voor de play-offs. Het minst presterende team heeft daarbij een gegarandeerde plek bij de eerste 4 keuzes. Steeds meer grote Amerikaanse sportcompetities hanteren deze manier.